# Калева (Мичиген)
Калева (енгл. Kaleva) град је у америчкој савезној држави Мичиген.

## Демографија
По попису из 2010. године број становника је 470, што је 39 (-7,7%) становника мање него 2000. године.
| Група             | 2000.       | 2010.       |
| Белци             | 467 (91,7%) | 429 (91,3%) |
| Афроамериканци    | 2 (0,4%)    | 1 (0,2%)    |
| Азијати           | 0 (0,0%)    | 2 (0,4%)    |
| Хиспаноамериканци | 20 (3,9%)   | 28 (6,0%)   |
| Укупно            | 509         | 470         |